# Eppelheim
Eppelheim je mesto v severnem Baden-Württembergu, Nemčija. Leži v dolini Zgornjega Rena.